# Chiesa di Santa Croce (Bangkok)
La Chiesa di Santa Croce (in thai วัดซางตาครู้ส), nota anche come Kudi Chin (กุฎีจีน), è una chiesa cattolica di Bangkok. 
La chiesa si trova a nel distretto di Thon Buri, sulla riva occidentale del fiume Chao Phraya, nel quartiere noto come Kudi Chin.
Sul sito era già presente una chiesa utilizzata da una comunità di cattolici portoghesi intorno al 1770, che era la principale chiesa cattolica di Bangkok e sede del vicariato apostolico del Siam fino al 1821, quando venne completata la Cattedrale dell'Assunzione. 
L'attuale edificio, in stile neorinascimentale, venne costruito nel 1913-1916 per sostituire una seconda struttura che risaliva al 1845.